# Puzowo (rejon kiczmiengsko-gorodiecki)
Puzowo (ros. Пузово) – wieś w Rosji, w rejonie kiczmiengsko-gorodieckim obwodu wołogodzkiego. W 2021 r. była niezamieszkana.